# Krangen (Neuruppin)

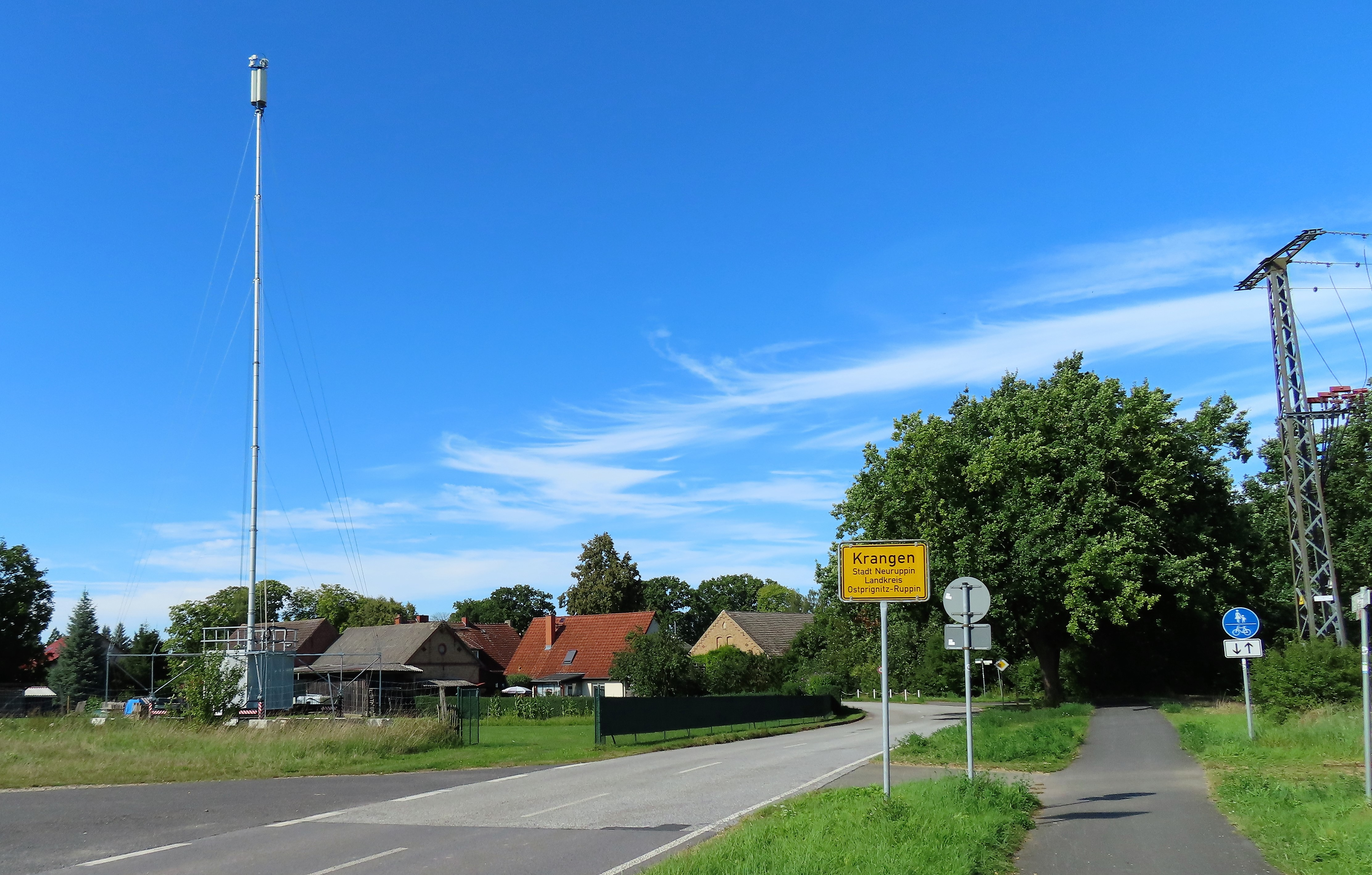
Ortseinfahrt Krangen (Stadt Neuruppin) von Alt Ruppin kommend

Krangen ist ein Ortsteil der Stadt Neuruppin im Landkreis Ostprignitz-Ruppin (Brandenburg). Der Ort war bis zum 5. Dezember 1993 eine selbständige Gemeinde.

## Lage und Gliederung
Krangen liegt rund 7 km nordöstlich des Stadtkerns von Neuruppin. Zu Krangen gehören die Gemeindeteile Fristow, Zippelsförde und Zermützel sowie die Wohnplätze Rottstiel und Tornow. Auf der Gemarkung liegen auch die Wüstungen Rägelsdorf und Krangensbrück.

## Geschichte und Besonderheiten
Der Ort wurde 1397 erstmals urkundlich unter aver dy see thu deme Krangen erwähnt. Der Name leitet sich von Krag oder Kragy ab, zu krag   was Kreis oder Ring bedeutet.
Um 1490 gehörte Krangen dem Kloster Lindow das Hauskloster, zur im Kern reichsunmittelbaren Herrschaft Ruppin der Grafen von Lindow-Ruppin. Die Dienste und das Obergericht gehörte zum Amt Alt Ruppin. Aus Krangen hatte die Neuruppiner Kirche und das Gut Karwe Pachteinnahmen.
Der Ort besaß einen Lehnschulzen und fünfzehn Bauernhöfe die 32 Hufen Ackerland bewirtschaften.
Im Jahre 1749 wurde das gesamte Vieh durch eine Tierseuche getötet. Zu Brandkatastrophen kam es 1729, bei der sechs Höfe zerstört wurden und am 27. März 1797 brannten vier Einliegerwohnungen und sechs Höfe ab.
Im Jahre 1798 hatte Krangen 21 Wohnhäuser und unter den Bewohnern waren ein Schmied, Schäfer, königlicher Unterförster und ein Hirte und es wurde ein Viehbestand mit 144 Rindern, 699 Schafen, 80 Schweine und 50 Pferden gezählt. Zum Besitz des Ortes gehörten auch 100 Morgen Kiefernwald.

### Dorfkirche Krangen
Die einschiffige Saalkirche des Ortes wurde nach dem Entwurf der Normalkirche von Karl Friedrich Schinkel im Jahre 1837 im Stil des Klassizismus unter der Leitung von Christian Ludwig Jacoby nach Zeichnungen von Bauinspektor Hermann erbaut. Aus Kostengründen erhielt das Gotteshaus jedoch keinen Kirchturm. In der Kirche, welche zum Gemeindezentrum restauriert wurde, befinden sich ein vergoldeter Kelch aus dem Jahr 1582, sowie eine Orgel des Orgelbauers Albert Hollenbach.
Am Rande des Rundangerdorfes stehen Fachwerkhäuser aus dem 17. bzw. 18. Jahrhundert.

### Eingemeindung
Am 6. Dezember 1993 wurde Krangen nach Neuruppin eingemeindet.
Von 1985 bis 2005 errichtete man nahe Krangen in einer ehemaligen Kiesgrube eine Deponie für Haushaltsabfälle. Die Abdichtung und Rekultivierung erfolgte im Jahre 2012.

## Sehenswürdigkeiten

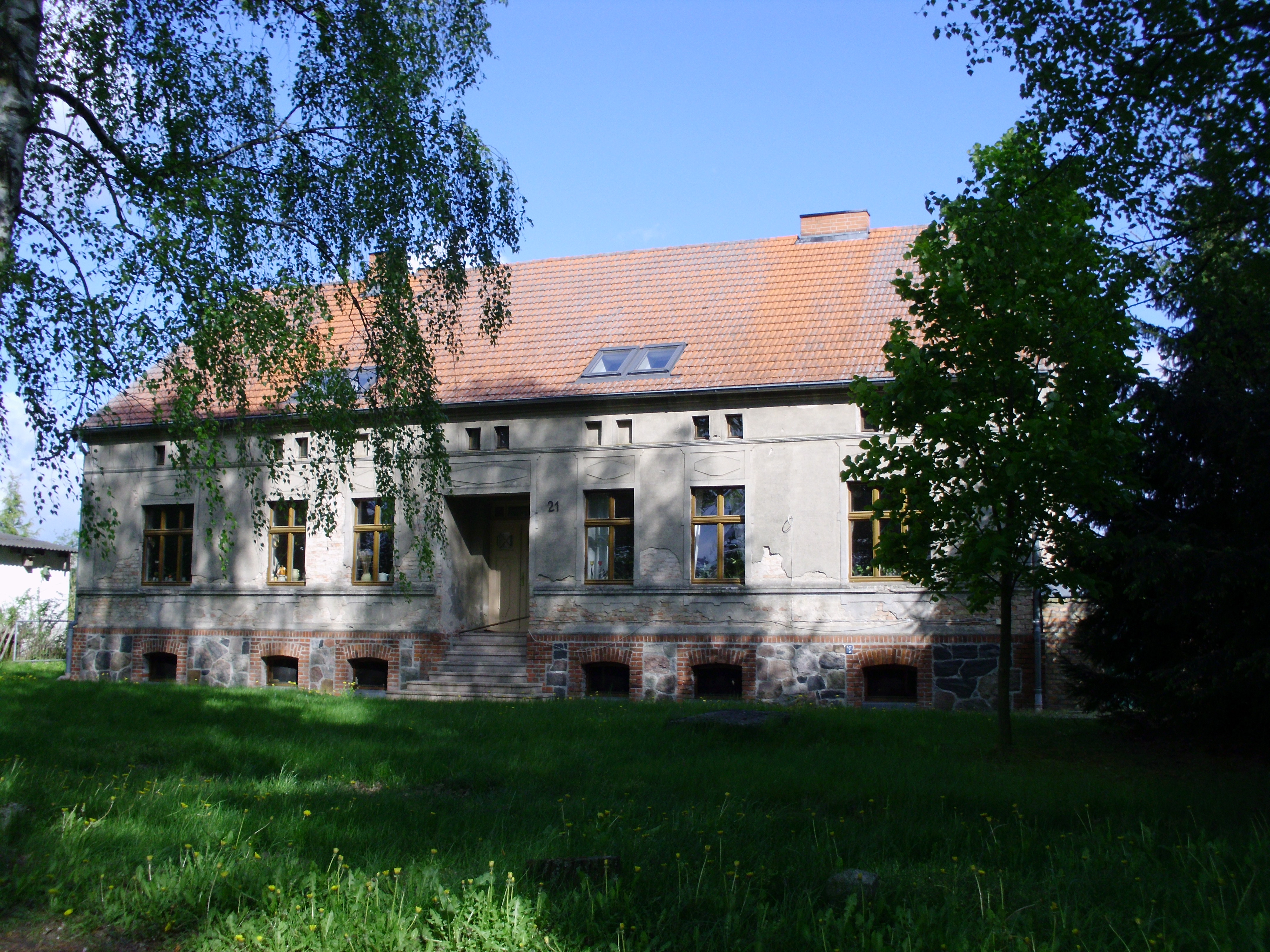
Krangen Dorfplatz 21

### Einwohnerentwicklung
| Jahr      | 1766 | 1785 | 1798 | 2016 |
| Einwohner | 152  | 136  | 135  | 213  |

### Historische Landwirtschaft
| Aussaat     | Roggen                | Gerste               | Hafer                 | Erbsen               | Wicken      | Kartoffeln           | Buchweizen | Leinsamen   |
| Menge       | 12 Winspel 8 Scheffel | 8 Winspel 3 Scheffel | 6 Winspel 15 Scheffel | 5 Winspel 2 Scheffel | 13 Scheffel | 7 Winspel 3 Scheffel | 9 Scheffel | 13 Scheffel |
| Tierbestand | Pferde                | Rinder               | Schafe                | Schweine             |             |                      |            |             |
| Stück       | 50                    | 144                  | 699                   | 30                   |             |                      |            |             |

## Politik

### Ortsbeirat
Seit dem Jahre 2003 wird der Ortsteil Krangen durch einen Ortsbeirat vertreten. Nach den Wahlen zum Ortsbeirat am 26. September 2021 wurden gewählt:
- Ortsvorsteher Bernd Joachimsmeier
- Ortsbeiratsmitglieder Wolfgang Wernicke, Hardy Riesenberg[10]

## Vereine
- Förderverein zur Erhaltung der Dorfkirche Krangen e. V.